# Frederik Roessingh
Frederik Roessingh (Neuenhaus, 10 augustus 1817 - Doetinchem, 18 december 1891) was een Nederlandse burgemeester en notaris.

## Leven en werk
Mr. Roessingh was een zoon van de textielfabrikant en burgemeester van Neuenhaus Petrus Henricus Roessingh en Engelina Schneido. Hij studeerde rechten aan de universiteit van Groningen. Hij trouwde op 24 november 1847 te Wedde met Hermanna Bonifacia Koning, dochter van de notaris mr. Arnold Hendrik Koning en Eduarda Thalia Eckringa. In 1844 werd hij benoemd tot burgemeester van de Groningse gemeente Vlagtwedde als opvolger van zijn zwager Johannes Sixtus Gerhardus Koning. Een jaar later, in 1845, werd hij tevens burgemeester van de aangrenzende gemeente Onstwedde. Beide functies vervulde hij tot 1860. In beide plaatsen werd hij als burgemeester opgevolgd door de onderwijzer Tonnis Klaas Land. In februari 1860 werd Roessingh benoemd tot notaris te Nieuwe Pekela. In 1861 werd hij gekozen als lid van Provinciale Staten van Groningen. Op zijn verzoek kreeg hij op 1 juli 1886 eervol ontslag als notaris. Hij overleed in december 1891 op 74-jarige leeftijd in Doetinchem.